# Trillium ovatum
Trillium ovatum es una especie de planta herbácea perteneciente a la familia Trilliaceae, a veces incluida en Liliaceae o Melanthiaceae. 

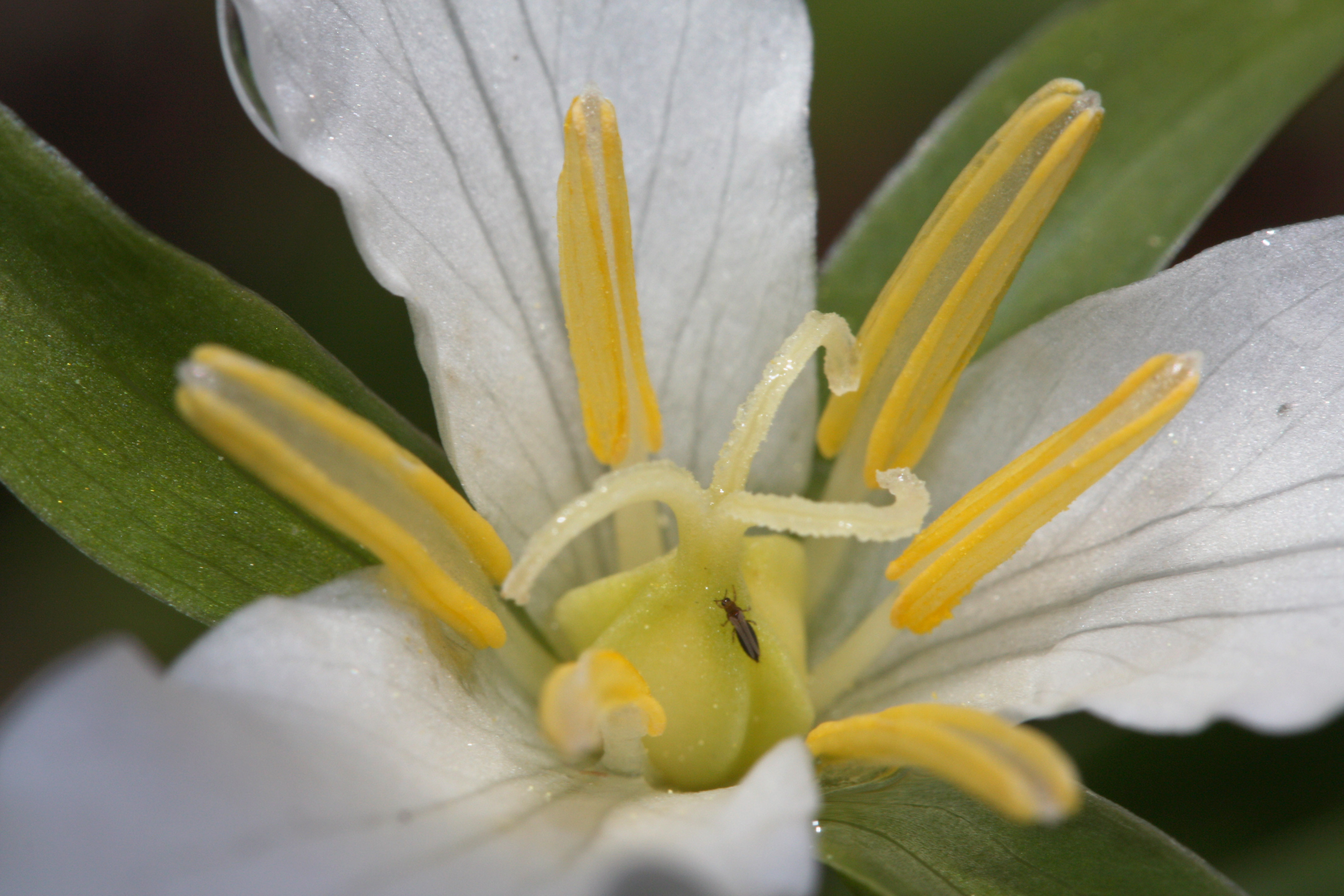
Junto con delgados filamentos blancos, las anteras amarillas de 4–16 mm long.

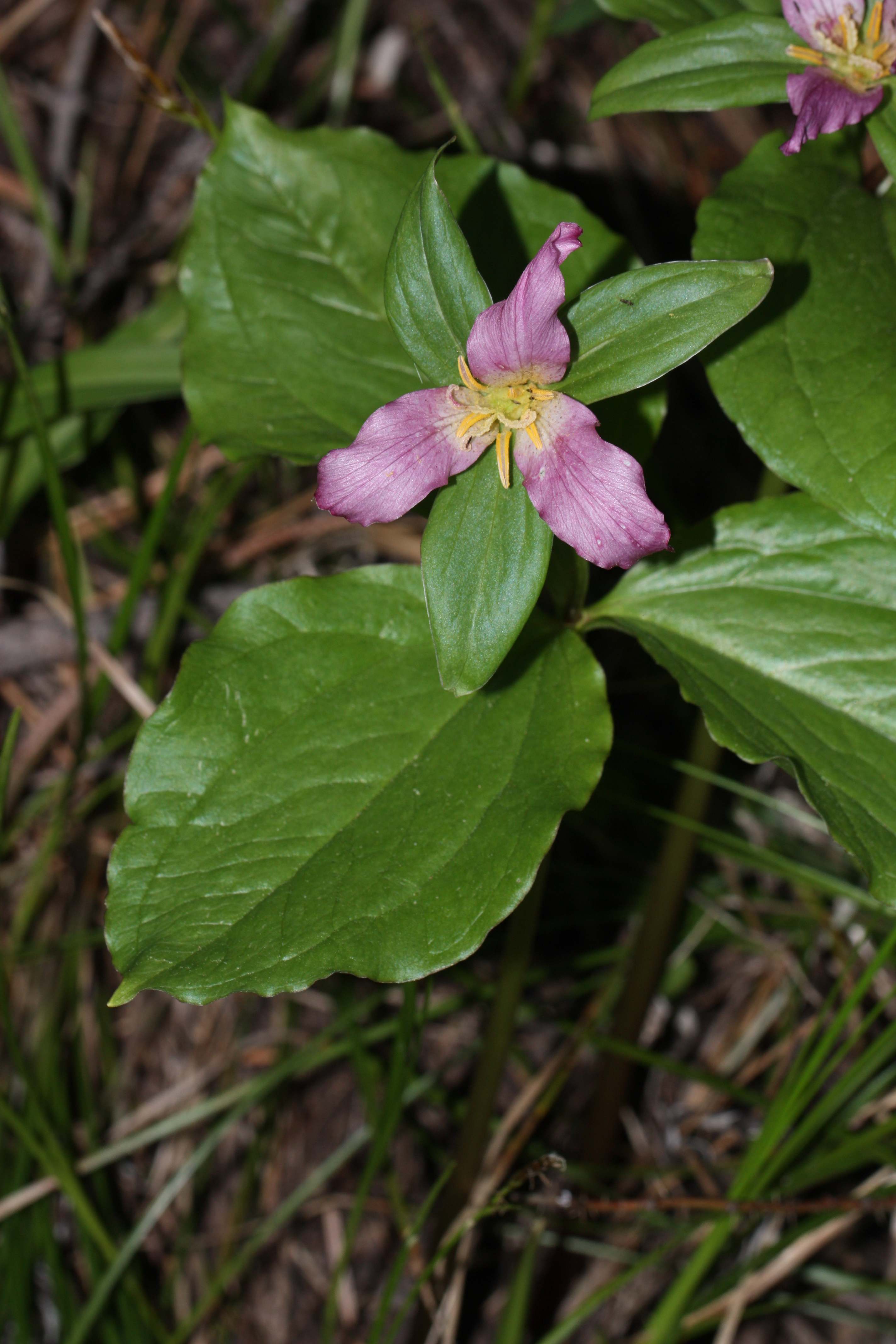
Vista de la planta

## Distribución y hábitat
Se encuentra en el oeste de Estados Unidos y el oeste de Canadá, por lo general en los bosques. En la parte norte de su área de distribución, que incluye el sur de la Columbia Británica, el extremo suroeste de Alberta, Washington, Oregón y el este de Montana, Wyoming y el norte de Colorado, a menudo crece bajo el abeto Douglas. Otros árboles que frecuentemente dan sombra a esta Trillium incluye a Abies grandis, Thuja plicata, y la Tsuga heterophylla; Acer macrophyllum, Alnus rubra y Picea sitchensis cerca de la costa.
Cerca de las costas en California, es común en bajo la Sequoia sempervirens. Las plantas del sotobosque asociadas incluyen Polystichum munitum, hojas de vainilla, violetas, Oxalis oregana y Gaultheria shallon. Ocasionalmente Trillium ovatum tiene pétalos que son de color marrón en lugar del blanco típico. Esto no debe confundirse con el color rosado típico observado como la edad de los pétalos.

## Taxonomía
Trillium ovatum fue descrita por Frederick Traugott Pursh y publicado en Flora Americae Septentrionalis; or,. .. 1: 245. 1814[1813].
Variedades
- Trillium ovatum f. hibbersonii T.M.C.Taylor & Szczaw.
- Trillium ovatum var. oettingeri (Munz & Thorne) Case
- Trillium ovatum var. ovatum

Sinonimia
var. ovatum
- Trillium californicum Kellogg
- Trillium crassifolium Piper	Syno
- Trillium obovatum Hook.
- Trillium venosum R.R.Gates